# Mesoligia rufuncula
Mesoligia rufuncula là một loài bướm đêm trong họ Noctuidae.